# Łotwa na Letnich Igrzyskach Olimpijskich 2024
Łotwa na Letnich Igrzyskach Olimpijskich 2024 – występ kadry sportowców reprezentujących Łotwę na igrzyskach olimpijskich, które odbyły się w Paryżu we Francji, w dniach 26 lipca – 11 sierpnia 2024.
Reprezentacja Łotwy liczyła dwadzieścioro dziewięcioro zawodników – trzynaście kobiet i szesnastu mężczyzn, którzy wystąpili w 11 dyscyplinach.
Był to trzynasty start Łotwy na letnich igrzyskach olimpijskich.

## Zdobyte medale
Łotysze po raz czwarty w historii (po raz drugi od odzyskania niepodległości w 1991) nie zdobyli żadnego medalu. Poprzednio Łotwa zanotowała zerowy dorobek medalowy podczas igrzysk w Rio de Janeiro w 2016.

## Reprezentanci

### Jeździectwo
Skoki przez przeszkody
| Zawodnik            | Konkurencja   | Koń           | Kwalifikacje | Kwalifikacje | Kwalifikacje | Finał | Finał | Finał   | Źródło |
| Zawodnik            | Konkurencja   | Koń           | Kary         | Czas         | Pozycja      | Kary  | Czas  | Pozycja | Źródło |
| ------------------- | ------------- | ------------- | ------------ | ------------ | ------------ | ----- | ----- | ------- | ------ |
| Kristaps Neretnieks | indywidualnie | Palladium KJV | 12.00        | 73.66        | 56.          | NQ    | NQ    | NQ      | [ 1 ]  |

### Kolarstwo

#### BMX
Freestyle
| Zawodnik        | Konkurencja | Eliminacje | Eliminacje | Finał | Finał   | Pozycja | Źródło |
| Zawodnik        | Konkurencja | Wynik      | Miejsce    | Wynik | Miejsce | Pozycja | Źródło |
| --------------- | ----------- | ---------- | ---------- | ----- | ------- | ------- | ------ |
| Ernests Zēbolds | mężczyźni   | 84.60      | 9. Q       | 87.14 | 8.      | 8.      | [ 2 ]  |

Wyścig
| Zawodnik                 | Konkurencja | Ćwierćfinał | Ćwierćfinał | Repasaż  | Repasaż | Półfinał | Półfinał | Finał | Finał   | Pozycja | Źródło |
| Zawodnik                 | Konkurencja | Wynik       | Miejsce     | Wynik    | Miejsce | Wynik    | Miejsce  | Wynik | Miejsce | Pozycja | Źródło |
| ------------------------ | ----------- | ----------- | ----------- | -------- | ------- | -------- | -------- | ----- | ------- | ------- | ------ |
| Kristens Krīgers         | mężczyzni   | 26          | 24.         | NQ       | NQ      | NQ       | NQ       | NQ    | NQ      | 24.     | [ 3 ]  |
| Veronika Monika Stūriška | kobiety     | 19          | 18.         | 2:15.767 | 8.      | NQ       | NQ       | NQ    | NQ      | 20.     | [ 4 ]  |

#### Kolarstwo górskie
| Zawodnik      | Konkurencja       | Czas    | Pozycja | Źródło |
| ------------- | ----------------- | ------- | ------- | ------ |
| Mārtiņš Blūms | cross-country (m) | 1:29:11 | 17.     | [ 5 ]  |

#### Kolarstwo szosowe
| Zawodnik            | Konkurencja                    | Czas    | Pozycja | Źródło |
| ------------------- | ------------------------------ | ------- | ------- | ------ |
| Anastasia Carbonari | wyścig ze startu wspólnego (k) | 4:10:47 | 69.     | [ 6 ]  |
| Toms Skujiņš        | wyścig ze startu wspólnego (m) | 6:20:50 | 5.      | [ 7 ]  |

### Koszykówka

#### Turniej 3×3
Reprezentacja mężczyzn
- Kārlis Lasmanis
- Francis Lācis(inne języki)
- Nauris Miezis(inne języki)
- Zigmārs Raimo(inne języki)

| Konkurencja | Faza grupowa     | Faza grupowa     | Faza grupowa     | Faza grupowa              | Faza grupowa     | Faza grupowa     | Faza grupowa     | Faza grupowa | Ćwierćfinały     | Półfinały        | Finał            | Pozycja | Źródło |
| Konkurencja | Przeciwnik Wynik | Przeciwnik Wynik | Przeciwnik Wynik | Przeciwnik Wynik          | Przeciwnik Wynik | Przeciwnik Wynik | Przeciwnik Wynik | Pozycja      | Przeciwnik Wynik | Przeciwnik Wynik | Przeciwnik Wynik | Pozycja | Źródło |
| ----------- | ---------------- | ---------------- | ---------------- | ------------------------- | ---------------- | ---------------- | ---------------- | ------------ | ---------------- | ---------------- | ---------------- | ------- | ------ |
| mężczyźni   | Litwa W 21-14    | Holandia W 21-12 | Chiny W 22-8     | Stany Zjednoczone W 21-19 | Francja W 22-20  | Serbia W 21-14   | Polska W 22-16   | 1.           | —                | Francja P 14-21  | Litwa P 18-21    | 4.      | [ 8 ]  |

### Lekkoatletyka

#### Konkurencje biegowe
| Zawodnik      | Konkurencja        | Runda 1  | Runda 1 | Runda 2 | Runda 2 | Półfinał | Półfinał | Finał | Finał   | Źródło |
| Zawodnik      | Konkurencja        | Wynik    | Miejsce | Wynik   | Miejsce | Wynik    | Miejsce  | Wynik | Miejsce | Źródło |
| ------------- | ------------------ | -------- | ------- | ------- | ------- | -------- | -------- | ----- | ------- | ------ |
| Agate Caune   | bieg na 5000 m (k) | 15:38.19 | 33.     | —       | —       | —        | —        | NQ    | NQ      | [ 9 ]  |
| Gunta Vaičule | bieg na 400 m (k)  | 51.13    | 22. R   | 50.93   | 8.      | NQ       | NQ       | NQ    | NQ      | [ 10 ] |

#### Konkurencje techniczne
| Zawodnik          | Konkurencja        | Kwalifikacje | Kwalifikacje | Finał | Finał   | Źródło |
| Zawodnik          | Konkurencja        | Wynik        | Miejsce      | Wynik | Miejsce | Źródło |
| ----------------- | ------------------ | ------------ | ------------ | ----- | ------- | ------ |
| Gatis Čakšs       | rzut oszczepem (m) | NM           | NM           | NQ    | NQ      | [ 11 ] |
| Patriks Gailums   | rzut oszczepem (m) | 77.26        | 25.          | NQ    | NQ      | [ 12 ] |
| Valters Kreišs    | skok o tyczce (m)  | 5.70         | 11. q        | 5.50  | 12.     | [ 13 ] |
| Rūta Kate Lasmane | trójskok (k)       | 13.76        | 22.          | NQ    | NQ      | [ 14 ] |
| Līna Mūze-Sirma   | rzut oszczepem (k) | 60.30        | 17.          | NQ    | NQ      | [ 15 ] |
| Anete Sietiņa     | rzut oszczepem (k) | 60.47        | 15.          | NQ    | NQ      | [ 16 ] |

### Pięciobój nowoczesny
| Zawodnik       | Konkurencja | Szermierka | Szermierka | Szermierka | Szermierka | Pływanie | Pływanie | Pływanie | Jazda konna | Jazda konna | Jazda konna | Jazda konna | Kombinacja: strzelanie/bieg przełajowy | Kombinacja: strzelanie/bieg przełajowy | Kombinacja: strzelanie/bieg przełajowy | Suma punktów | Pozycja | Źródło |
| Zawodnik       | Konkurencja | RK         | RB         | M.         | Punkty     | Czas     | M.       | Punkty   | Kary        | Czas        | M.          | Punkty      | Czas                                   | M.                                     | Punkty                                 | Suma punktów | Pozycja | Źródło |
| -------------- | ----------- | ---------- | ---------- | ---------- | ---------- | -------- | -------- | -------- | ----------- | ----------- | ----------- | ----------- | -------------------------------------- | -------------------------------------- | -------------------------------------- | ------------ | ------- | ------ |
| Pāvels Švecovs | mężczyźni   | 240        | 0          | 3.         | 240        | 2:03.71  | 10.      | 303      | 3           | 57.47       | 16.         | 279         | 11:10.97                               | 18.                                    | 630                                    | 1452         | 17.     | [ 17 ] |

### Pływanie
| Zawodnik        | Konkurencja              | Eliminacje | Eliminacje | Półfinał | Półfinał | Finał | Finał | Źródło |
| Zawodnik        | Konkurencja              | Czas       | Poz.       | Czas     | Poz.     | Czas  | Poz.  | Źródło |
| --------------- | ------------------------ | ---------- | ---------- | -------- | -------- | ----- | ----- | ------ |
| Daniils Bobrovs | 200 m st. klasycznym (m) | 2:13.66    | 21.        | NQ       | NQ       | NQ    | NQ    | [ 18 ] |
| Ieva Maļuka     | 200 m st. zmiennym (k)   | 2:15.79    | 26.        | NQ       | NQ       | NQ    | NQ    | [ 19 ] |

### Podnoszenie ciężarów
| Zawodnik         | Konkurencja | Rwanie | Rwanie  | Podrzut | Podrzut | Razem | Pozycja | Źródło |
| Zawodnik         | Konkurencja | Wynik  | Pozycja | Wynik   | Pozycja | Razem | Pozycja | Źródło |
| ---------------- | ----------- | ------ | ------- | ------- | ------- | ----- | ------- | ------ |
| Ritvars Suharevs | -73 kg (m)  | 147    | DNF     | DNF     | DNF     | DNF   | DNF     | [ 20 ] |

### Siatkówka
Siatkówka plażowa
| Zawodnik                            | Konkurencja | Faza grupowa      | Faza grupowa             | Faza grupowa            | Faza grupowa | 1/8 finału              | Ćwierćfinały            | Półfinały        | Finał            | Finał | Źródło        |
| Zawodnik                            | Konkurencja | Przeciwnik Wynik  | Przeciwnik Wynik         | Przeciwnik Wynik        | Poz.         | Przeciwnik Wynik        | Przeciwnik Wynik        | Przeciwnik Wynik | Przeciwnik Wynik | Poz.  | Źródło        |
| ----------------------------------- | ----------- | ----------------- | ------------------------ | ----------------------- | ------------ | ----------------------- | ----------------------- | ---------------- | ---------------- | ----- | ------------- |
| Tīna Graudiņa, Anastasija Samoilova | kobiety     | Esmée / Zoé P 0–2 | Poletti / Michelle W 2–0 | Melissa / Brandie W 2–0 | 2.           | Müller / Tillmann W 2–1 | Patrícia / Lisboa P 0–2 | NQ               | NQ               | 5.    | [ 21 ] [ 22 ] |

### Skoki do wody
| Zawodnik      | Konkurencja                  | Preeliminacje | Preeliminacje | Półfinał | Półfinał | Finał  | Finał   | Źródło |
| Zawodnik      | Konkurencja                  | Punkty        | Miejsce       | Punkty   | Miejsce  | Punkty | Miejsce | Źródło |
| ------------- | ---------------------------- | ------------- | ------------- | -------- | -------- | ------ | ------- | ------ |
| Džeja Patrika | wieża 10 m indywidualnie (k) | 259.30        | 22.           | NQ       | NQ       | NQ     | NQ      | [ 23 ] |

### Strzelectwo
| Zawodnik                          | Konkurencja                         | Kwalifikacje | Kwalifikacje | Półfinał | Półfinał | Finał | Finał   | Źródło |
| Zawodnik                          | Konkurencja                         | Wynik        | Pozycja      | Wynik    | Pozycja  | Wynik | Pozycja | Źródło |
| --------------------------------- | ----------------------------------- | ------------ | ------------ | -------- | -------- | ----- | ------- | ------ |
| Agate Rašmane                     | pistolet pneumatyczny, 10 m (k)     | 570          | 23.          | NQ       | NQ       | NQ    | NQ      | [ 24 ] |
| Agate Rašmane                     | pistolet sportowy, 25 m (k)         | 568          | 13.          | NQ       | NQ       | NQ    | NQ      | [ 24 ] |
| Lauris Strautmanis                | pistolet pneumatyczny, 10 m (m)     | 572          | 21.          | NQ       | NQ       | NQ    | NQ      | [ 25 ] |
| Agate Rašmane, Lauris Strautmanis | pistolet pneumatyczny, 10 m (mikst) | 568          | 16.          | NQ       | NQ       | NQ    | NQ      | [ 26 ] |

### Tenis ziemny
| Zawodnik         | Konkurencja | Pierwsza runda    | Druga runda      | Trzecia runda    | Ćwierćfinały     | Półfinały        | Finał            | Finał   | Źródło |
| Zawodnik         | Konkurencja | Przeciwnik Wynik  | Przeciwnik Wynik | Przeciwnik Wynik | Przeciwnik Wynik | Przeciwnik Wynik | Przeciwnik Wynik | Pozycja | Źródło |
| ---------------- | ----------- | ----------------- | ---------------- | ---------------- | ---------------- | ---------------- | ---------------- | ------- | ------ |
| Jeļena Ostapenko | singiel (k) | Osorio P 4–6, 3–6 | NQ               | NQ               | NQ               | NQ               | NQ               | NQ      | [ 27 ] |